# Saligny (Vendée)
Saligny is een plaats en voormalige gemeente in het Franse departement Vendée in de regio Pays de la Loire en telt 1185 inwoners (1999). De plaats maakt deel uit van het arrondissement La Roche-sur-Yon.

## Geschiedenis
Saligny is op 1 januari 2016 gefuseerd met de gemeente Belleville-sur-Vie tot de gemeente Bellevigny. 

## Geografie
De oppervlakte van Saligny bedraagt 23,5 km², de bevolkingsdichtheid is 50,4 inwoners per km².
De onderstaande kaart toont de ligging van Saligny (Vendée) met de belangrijkste infrastructuur en aangrenzende gemeenten.

## Demografie
Onderstaande figuur toont het verloop van het inwonertal.